# Tighennif
Tighennif es un municipio (baladiyah) de la provincia o valiato de Muaskar en Argelia. En abril de 2008 tenía una población censada de 94 210 habitantes.
Se encuentra ubicado al noroeste del país, a poca distancia al sur de la costa del mar Mediterráneo y al oeste de la capital del país, Argel.
Cerca, en un cantera, se encuentra un yacimiento paleontológico y paleoantropológico donde se encontraron dos mandíbulas, una hemimandíbula y un diente de Homo erectus además de abundante fauna fósil. Los restos erectus son conocidos por los nombres Ternifine o Tighennif 1, Ternifine 2, Ternifine 3 y Ternifine 4.